# D978 (Puy-de-Dôme)
De D978 is een departementale weg in het Midden-Franse departement Puy-de-Dôme. De weg loopt van Aubière, ten zuiden van Clermont-Ferrand, via Veyre-Monton, Champeix en Besse-et-Saint-Anastaise naar de grens met Cantal. In Cantal loopt de weg als D678 verder naar Riom-ès-Montagnes en Tulle. Tussen Champeix en Grandeyrolles loopt de weg samen met de D996.

## Geschiedenis
Oorspronkelijk was de D978 onderdeel van twee routes nationales: de N9 tussen Aubière en Veyre-Monton en de N678 tussen Veyre-Monton en Cantal. In 1973 werd de N678 overgedragen aan het departement Puy-de-Dôme, omdat de weg geen belang meer had voor het doorgaande verkeer. De weg is toen omgenummerd tot D978.
De N9 bleef bestaan tot de aanleg van de A75. Daarna werd de oude weg ongenummerd tot N2009. In 2006 is de N2009 overgedragen aan het departement Puy-de-Dôme en toegevoegd aan de D978.